# Philaenus xanthaspis
Philaenus xanthaspis is een halfvleugelig insect uit de familie Aphrophoridae. De wetenschappelijke naam van deze soort is voor het eerst geldig gepubliceerd in 1884 door Berg.